# Теракт в Ацмоне
Теракт в Ацмоне — событие арабо-израильского конфликта с рамках интифады Аль-Аксы, экстремистский акт, совершённый 7 марта 2002 года палестинским террористом в религиозном поселении Бней-Ацмон (более известном как Ацмона) в Гуш-Катифе на юге сектора Газа.

## Террористический акт
7 марта 2002 года около 11:30 вечера террорист из лагеря беженцев Джебалия, вооруженный автоматическим оружием, проник на территорию поселения Ацмона в южной части сектора Газа. Террорист проник в поселение с территории соседней арабской деревни Хамуаси, прорезав проход в колючей проволоке, которой обнесена Ацмона. Затем он направился в здание курсов подготовки к военной службе («мехина кдам-цваит»). Проникнув в помещение, предназначенное для занятий по изучению религиозных текстов, террорист открыл огонь из автомата Калашникова по занимающимся в здании студентам и бросил несколько гранат. После этого, выбежав на улицу, он начал стрельбу по прохожим и домам, пока не был застрелен одним из жителей поселения, военнослужащим Армии обороны Израиля. С момента начала атаки до смерти боевика прошло от 10 до 20 минут, за это время он успел расстрелять 9 автоматных магазинов и бросить 7 гранат.
В результате теракта погибли пятеро израильтян, все в возрасте 18 лет: Арик Кругляк из Бейт-Эля, Ариэль Зана, Эран Пикар (репатриант из Франции) и Ашер Маркус из Иерусалима и Таль Курцвайль из Бней-Брака. 23 человека получили ранения, в том числе четверо — тяжёлые. Раненые были эвакуированы в больницу «Сорока» в Беер-Шеве.

## Обстоятельства и дальнейшие события
Ответственность за теракт взяла на себя организация «Изз ад-Дин аль-Кассам» (военное крыло движения ХАМАС). Террорист был идентифицирован как 19-летний (по другим сведениям, 17-летний) Мухаммед Фатхи Фархат, уроженец Газы.
На следующий день после теракта в Ацмоне Армия обороны Израиля провела крупные акции в секторе Газа в поисках других боевиков. В ходе операций АОИ погибли 16 палестинцев в двух деревнях рядом с Хан-Юнисом в южной части сектора, включая главу ведомства охраны общественного порядка в этом районе — генерала Ахмада Муфриджа, ставшего самым высокопоставленным палестинским силовиком, убитым с начала интифады Аль-Аксы. Ещё четыре палестинца были убиты огнём с израильских кораблей и вертолётов в полицейском участке к северу от Газы.
Впоследствии выяснилось, что идеологическую подготовку будущего террориста-смертника вела его собственная мать Марьям Мухаммед Юсиф Фархат, ныне более известная как Умм Нидаль. Накануне теракта она сняла вместе с Мухаммедом видеоролик, в котором благословляла его будущие действия и который был обнародован после его смерти. Кроме Мухаммеда Фархата, ещё двое сыновей Умм-Нидаль погибли в процессе подготовки враждебных действий против Израиля — старший сын, Нидаль, во время подготовки теракта (он и ещё пять членов ХАМАСа работали над созданием беспилотного летательного аппарата, начинённого взрывчаткой), а третий сын Руад в автомобиле, перевозившем ракету «Кассам» и обстрелянном израильскими солдатами. Во время первой интифады Фархат в течение 14 месяцев прятала у себя дома одного из командиров «Бригад Изз ад-Дин аль-Кассам» Имада Акеля. Мухаммед Фархат, бывший свидетелем того, как Акель готовил со своими единомышленниками действия против израильтян, стал его учеником и членом «Бригад Изз ад-Дин аль-Кассам» уже в возрасте семи лет. Позже в интервью Марьям Фархат рассказывала, как воспитывала любовь к джихаду в своих сыновьях, которые в полном составе присоединились к военному крылу ХАМАСа. В сентябре 2002 года Армия обороны Израиля разрушила дом семьи Фархат в Газе в рамках деятельности по предотвращению будущих терактов. В 2006 году Умм-Нидаль, после смерти Руада, провозгласившая, что хочет и остальных четверых сыновей увидеть шахидами, была выбрана депутатом Палестинского законодательного совета от ХАМАСа.
Спустя более чем 10 лет, во время операции «Железные мечи» 13 ноября 2023 года ЦАХАЛ ликвидировал Мухаммада Хамиса Дабабшэ — бывшего руководителя военной разведки ХАМАСа, принимавшего участие в организации теракта 7 марта 2002 года, а в 2022—2023 годы являвшегося секретарём политбюро ХАМАСа. 3 декабря ЦАХАЛ 2023 года ликвидировал Виссама Фархата, командира батальона ХАМАСа «Шеджайя», который планировал теракт в Ацмоне и был причастен к другим терактам.